# 1995 UT4
1995 UT4 är en asteroid i huvudbältet som upptäcktes den 25 oktober 1995 av den japanska astronomen Takao Kobayashi vid Ōizumi-observatoriet.
Asteroiden har en diameter på ungefär 6 kilometer och den tillhör asteroidgruppen Eunomia.